# 結縄

南米のキープ

結縄（けつじょう）は、紐や縄などの結び目を用いた記憶補助手段、もしくは原始的な情報媒体である。南米のインカ帝国下に行われたキープが最もよく知られているが、同様の方法が世界各地に伝わっている。このような記録方法は今日でも、カトリックのロザリオや仏教の数珠、ハンカチの結び等にも見ることができる。
結縄は刻木などとともに事物文字の一種に分類され、文字使用に至る先行段階と見なされる。言語の形式の単位、すなわち音素の単位や意味の単位との対応関係は一定ではなく、恣意的であったため、本来の意味での文字のレベルには達しなかったものと考えられている。しかし、なかには言語との対応関係が見られるものもある。

## 古代の結縄

### 史料
結縄が記録媒体として用いられた最も古い記録の1つとして、中国では『易経』の繋辞・下伝に、
の記述がある。唐代の易の注釈である『周易集解』は『九家易』（前漢、逸書）を引き、「古は文字無く、其れ約誓の事有らば、事の大ならば其の縄を大結し、事の小ならば其の縄を小結し、結の多少は物の衆寡に随う」と述べる。ここから、文字のなかった時代の政治を「結縄の政」と言い、特に老荘の書にはその理想が垣間見える。例えば、『老子』第80章「小国寡民」には「民をして復た縄を結いて之れを用いしむ」などとある。
日本に関して、『隋書』巻81東夷伝倭国条には、倭人の風俗として「文字無し、唯だ木を刻み縄を結ぶのみ」と記している。関連は定かでないが、唐古・鍵遺跡や鬼虎川遺跡など弥生時代の遺跡からは、結び目の付いた大麻の縄やイグサの結び玉と考えられるものも発見されている。また古来日本では草結びと言って、萱や菖蒲などの長い葉を取って2・3か所玉結びにして、その結び方や場所によって祝意や恋愛などの様々な意味を表したとされている。
古代ギリシアにおいては、ヘロドトスの『歴史』（紀元前5世紀）に記録がある。アケメネス朝ペルシアの王ダレイオスは、同盟のギリシア軍に橋頭の防衛を任せてスキュティアに進軍する際、60個の結び目がついた革ひもを渡しながら、次のような言葉を残したとされる。
古代エジプトのヒエログリフには、結び目の付いた紐を模したものがある。エジプトの測量術において、結び目のついたロープを使って直角三角形を作っていたことは知られているが、こうした測量技師は同時に結び目を作り計数管理をする技術者であった可能性もある。広義の死海文書に類する、ナハル・ヘヴェルから出土したヘブライ語の貸借契約書の中では、領収書を「結び目 קשׁר」や「断片 שובר」という言葉で表しており、これは読み書きが普及していなかった頃に結縄や木片をもって数量を記録していた状況の名残と見るべきである。

### 宗教儀礼と結縄

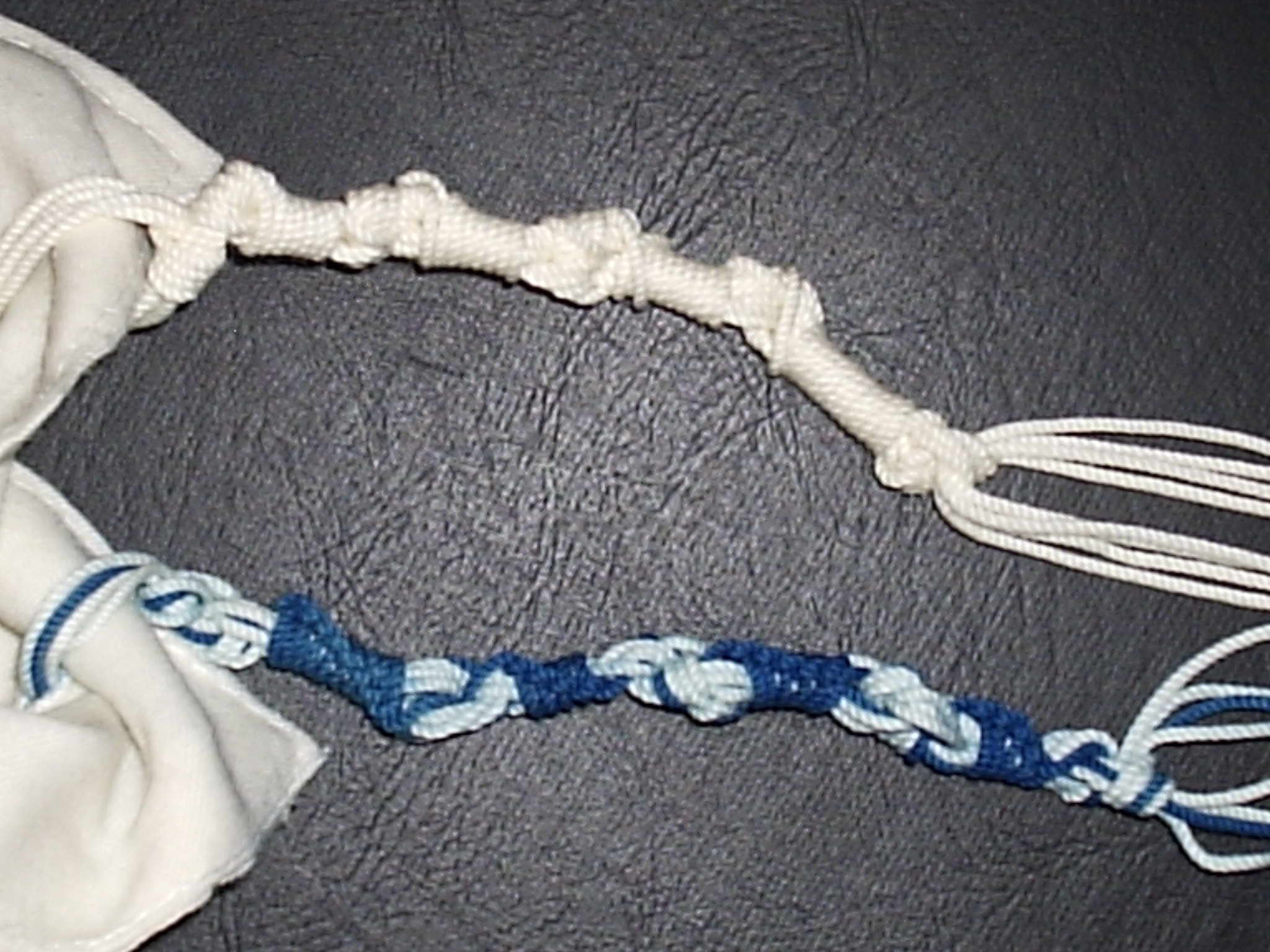
アシュケナジム系とセファルディム系のツィーツィート

記憶手段としての結び目の利用はユダヤ教の衣装タッリートにも痕跡を見ることができる。律法に従えば、すべてのイスラエル人男子は朝の祈祷の際に肩に房飾り（ツィーツィート）を下げることになっているが、この房飾りに下がっている糸のうち、その四隅の紐は常に一定の数になるように結ばれている。セファルディムの伝承では26、アシュケナジムの伝承では39で、これはユダヤ教において重要な数と見なされている。
カトリック教会のロザリオや仏教の数珠、イスラム教のミスバハなど、多くの世界宗教に共通して見られる数珠状の祈りの用具は元来祈りの回数を数えるための道具であり、ロザリオであれば150、数珠であれば108というように各教派の儀礼に応じて珠の個数が定まっている。同様の道具はヒンドゥー教、ジャイナ教、シク教でも用いられている。コンボスキニオンと呼ばれる東方正教会の道具には、珠ではなく結び目を利用しているものもあり、これは伝承によれば4世紀のエジプトの聖者パコミウスに端を発するとされている。

## 南北アメリカ

### インカ帝国
結縄として世界的に最も著名なのがキープ（Quipu）である。キープは「結ぶ」あるいは「結び目」を意味し、租税管理や国勢調査などの統計的記述に用いられ、固有の文字を持たなかったインカ帝国の集権的行政において重要な役割を担った。キープの紐には羊毛が用いられ、色、結び目の距離、数、大きさ、形あるいはねじれ方などによって膨大な情報を記録することができた。帝国ではキプカマヨク（結縄司）と呼ばれる役人が統計管理や会計にあたったが、その精度はスペイン人が驚嘆するほどであった。
キープはインカ帝国の口承伝承や法律保存のうえで、記憶を補助するための手段としても機能していたと考えられている。しかしながらほとんどの場合キープは計数の道具であって、言語情報を伝える文書とは見なし得ないと考えられてきた。一方で、キープの一部に二進法に基づく原始的な書記体系の形式をなしているものがある、という説も近年有力視されつつある。ゲイリー・アートンやサビン・ハイランドなどの研究者が、キープに刻まれた名前や文字的情報の解読に成功したと主張している。

### 中南米
歴史家のエルランド・ノルデンシェルドは、結縄が中米のコロンビアやパナマのインディオ、メキシコ中部～北部、アマゾンからポリネシアにまで存在したと指摘したうえで、十進法を知らなかった点で中米の結縄はペルーのそれとは区別されるべきであると主張する。ルイ・ボーダンも、コロンビアのポパヤン、オリノコ川カリブ、北米のインディアンの一部、文字出現前のメキシコに結縄が使われていたと述べる。16世紀イエズス会士のホセ・ゲバラ神父はトゥピ・グアラニー語族がキープを使う伝統について語っており、ペドロ・ロサノ神父も、アンダルガラ（アルゼンチン）のインディオが1611年現在でもそれを使っていたと報告している。驚くべきことに、インカ帝国の版図に組み込まれなかった地域でもキープが使われており、チリのマプチェの間では19世紀にもその慣習が行われていた。
それがインカ帝国に由来する、あるいは独自に発生したにせよ、類似する風習は今日まで南米に伝わっている。例えば仏領ギアナのトゥピ・グアラニー系の民族の間では、宗教儀礼の順序を示すための記録あるいはロザリオとしてウドゥクル（udukuru）と呼ばれる結縄が用いられる。

### 北米

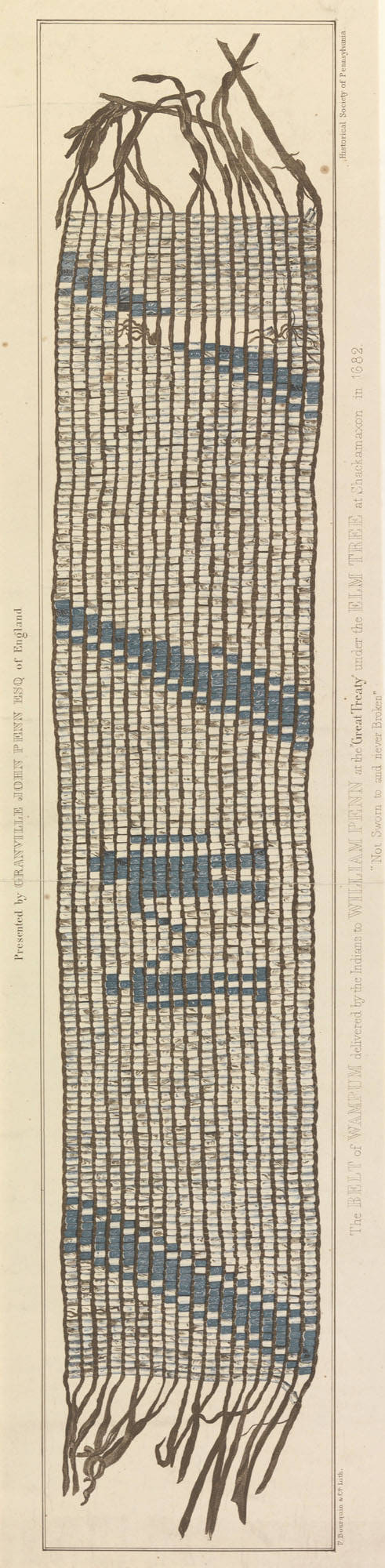
インディアンからペンシルベニア植民地総督のウィリアム・ペンに寄贈されたワムパム帯（1682年）

北米インディアンの間でも結縄はしばしば見られる習慣であった。これが認められる部族としては、ワシントン州東部のヤキマ、アリゾナ州のワラパイとハヴァスパイ、カリフォルニア州のミウォクとマイドゥ、ニューメキシコ州のアパッチとズニなどがある。
結縄に類するインディアンの文化にワムパムがある。ワムパムはビーズや穴を開けた貝殻に樹皮や麻などの植物性繊維や鹿皮などの紐を通したもので、ワムパムは「貝殻」を意味しているとされる。貝殻やビーズ玉の色の相違によって様々な意味を表すことができ、部族の歴史、部族間の条約や協定に相当する取り決めや領土の境界、さらには個人の特徴をも記録するのに用いられた。

## 東アジア
上述のように中国の古典籍に結縄の習俗が伝わっているが、近年に至るまで、琉球諸島や台湾、中国、アイヌ社会、あるいは日本内地でも類例が報告されている。

### 北海道
アイヌの結縄文化については、1739年（元文4年）に坂倉源次郎が著した『北海随筆』や、1808年（文化5年）に最上徳内が著した『渡島筆記』に言及されている。これらによれば、和人や山丹人、オロッコとの交易において勘定用の結縄・刻木が用いられており、和人が交易に出向いた際には1年前の情報でも詳細に記憶していた。また、記録法は恣意的に運用されるのではなく、古い慣習に従って行われていた。明治の人類学者の坪井正五郎は、帝国大学理科大学にアイヌの結縄を持ち帰っている。

### 日本（内地）
宮中行事で大嘗祭の前日に行われる鎮魂の儀に「糸結び（御魂結び）」があり、結びを用いて百を数え、遊離する魂を鎮める習わしがある。同様の鎮魂祭は、奈良の石上神宮・新潟の弥彦神社・島根の物部神社などにも伝わっている。
本居宣長の『玉勝間』第13巻には、讃岐の田舎に伝わる求婚の風習が記されている。男が女に2つ結び目のついた藁を送り、女は拒絶する場合には結び目を外して返し、承諾の場合には結び目を中央に集めて返すものという。坪井正五郎が柏原学而から伝え聞いた話によると、現在の静岡市駿河区久能山付近では家々の勝手ロに縄が2本下げてあり、塩売りが塩を置いて行く際にその量に従って縄に結び玉を作り、勘定を受け取るときにはこの玉を数える習慣があった。

### 沖縄

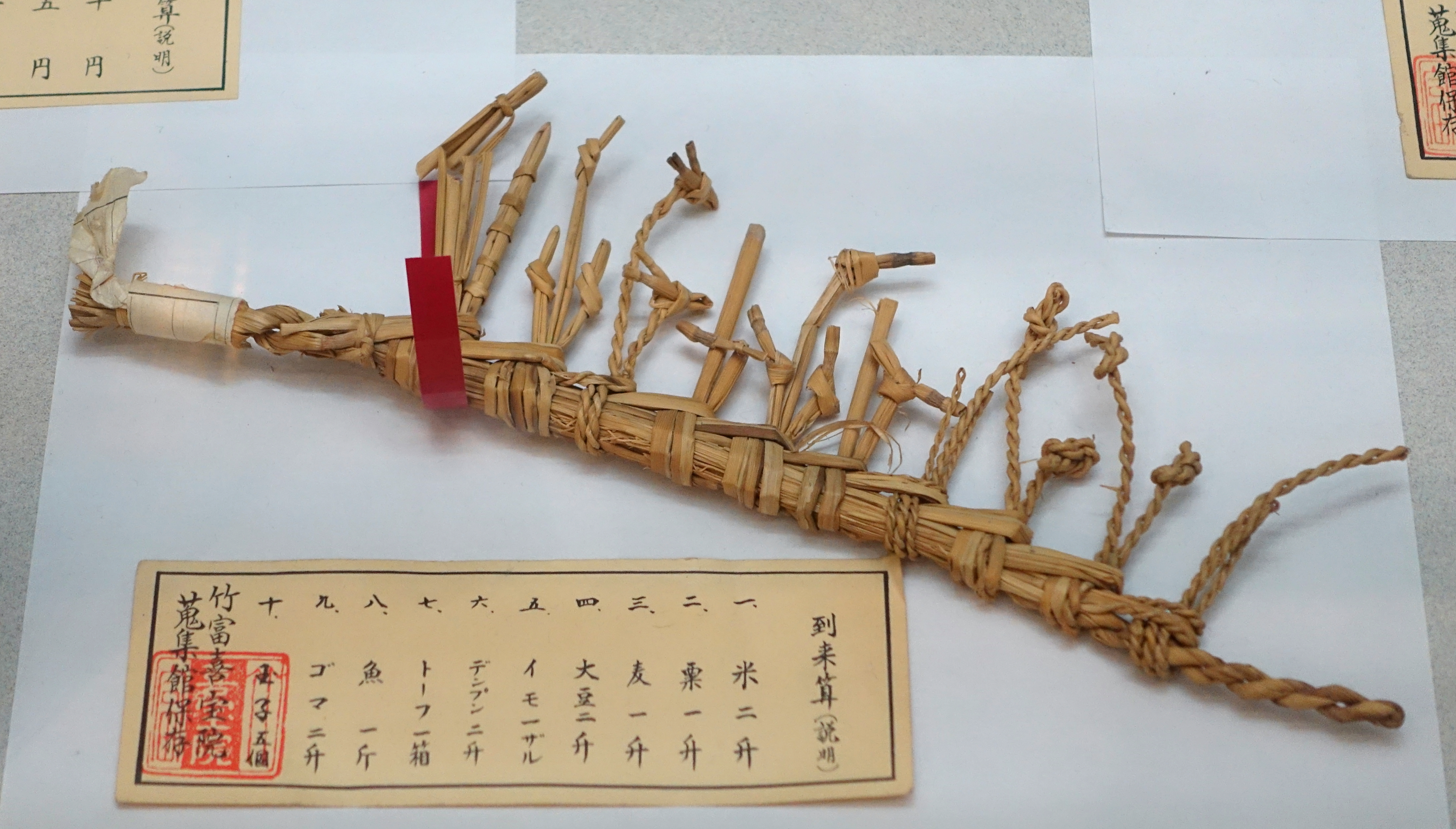
藁算

琉球諸島では文字使用を許されなかった庶民の間の記録法としてスーチューマやカイダ文字などと並び、藁算（ワラザン・バラザン）と呼ばれる結縄の慣習が行われていた。スーチューマやカイダ文字は比較的上層の人々が用いたのに対して、一般庶民は、藁あるいはイグサの結び方によって数量を表す方法を用いたのである。これには人数を表すもの、貢納額を表すもの、材木の大きさを表すもの、祈願用のものがあった。明治期に初めて藁算の考察を残した民俗学者の田代安定は、特に八重山地方において普及が著しく、ここでは会計上の意味を超えて、禁止や告訴、命令などの文書的通達に代わる「会意格」の用法があることを記している。

### 台湾
アミの人々は文字・数の表現の代用として結縄を多く使用し、大正時代、地域によっては昭和初期まで、相手への意思伝達や記録計算において結縄が用いられていた。計算のための結縄は太さの異なる3本の麻糸を束ねて作られ、それぞれの糸が位取りを表した（アミの経済観念は非常に単純で、3桁以上の演算を必要としなかった）。このほか、借用証書として、さらに男子の集会所における祭礼や作業負担の記録のために結縄が用いられている。
プユマ社会では、男女の情愛のほどを確かめるのに結縄が用いられる。男には赤色、女には青または黄色の糸を用い、男女2本の糸をつないで数ヶ所の結び目を作り、その結び目の位置や結び方の一致・不一致によって互いの愛情を確認しあった。

### 雲南・チベット

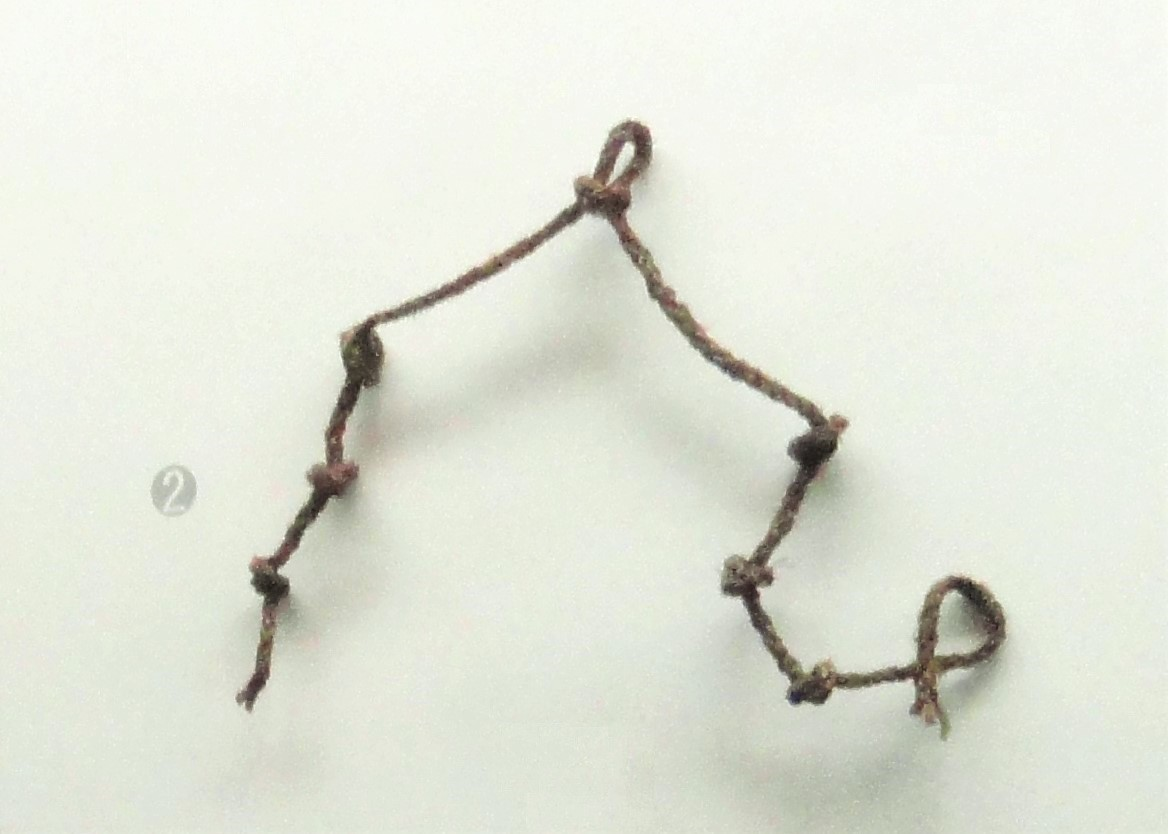
ワ族の貸借手形。貸した金額と利子、期間が記されている。

中国雲南地方やチベットの少数民族には結縄の風習があり、トーロン族・リス族・ヌー族・ワ族・ヤオ族・ナシ族・プミ族・ハニ族・ロッパ族などは、中華人民共和国成立以前には縄によって日付をつけていた。リス族は会計に結縄を用い、ハニ族は同じ長さの縄に同じ形の結び目を作って共有し、貸借の証明書とした。寧蒗のナシ族やプミ族は、羊毛を編んだ縄を結って情報を伝え、人々を招集した。
チベット仏教の僧侶は、108個の結び目がついた数珠を用いて祈祷の回数を数えることがあった。また、黄色い紐は仏陀、白い紐は菩薩というように、祈祷の対象によって色の使い分けがなされていた。これと同様の習慣は、20世紀初頭までシベリアのマンシ・ハンティ・ツングース・ヤクートなどにも行われていた。

## 西南アジア
英領インドで1872年に国勢調査が行われた際、ジャールカンド州サンタル・パルガナ地区のサンタル人の首長は、男女と成人・子供の別に4色の糸を用いて人口を報告した。南インドのコンドの婚姻儀礼では、求婚者の手に結び目の付いた紐が与えられ、同様の紐が花嫁の家族のもとに保管される。結婚式の日取りは、毎朝この結び目をほどいていくことで調整される。
このことは、旧約聖書のエレミヤ書の次の記述とも関連するかもしれない。ヘブライ語で帯を意味するקִשֻּׁרִים（qishshurim）は、文字通り「結び目」や「結縄」も意味する。

## ヨーロッパ
ラトビア、およびリトアニアのラトビア人コミュニティには、20世紀まで、暦や呪術的治療、招待状、そしてとりわけ民謡を記録する目的でメズグル・ラクスティ（mezglu raksti;「結び目の文字」）という結縄が用いられていた歴史がある。民謡を記録した糸はヅィエスム・カムオルス（dziesmu kamols;「歌の毛糸玉」）と呼ばれ、500曲以上のラトビア民謡の中に登場する。結び目はラトビア語アルファベットに対応しており、アルファベットとの対応関係や紐の組み合わせを異にする3種類の表記法が知られている。また、ドイツでは19世紀末に、製粉業者がパン屋と取引する際に結縄を使用していた例がある。

## アフリカ
租税や貸借に結縄を用いる習慣は、西アフリカ一帯、とくにナイジェリア・ラゴスの後背地に住むイェブの社会に認められる。ジャン＝バティスト・ラバが1720年に黄金海岸（ガーナ）を訪れた記録では、上流階級の黒人はポルトガル語の読み書きができたが、大多数の下層階級は結縄を用いていた。
コンゴ周辺にも商取引や暦のための結縄を用いる部族が多い。コンゴ共和国のテンボ社会にはラフィアヤシの繊維から編んだ縄を用いて求婚のメッセージをかわす習慣がある。アフリカ南部のモノモタパ王国では王が即位するごとに宮廷歴史家が結び目を1つ作る習わしがあり、1929年時点で35個の結び目があって、15世紀中葉にさかのぼる全ての王を区別することができた。ラーゲルクランツが1960年代に、アフリカにおける結縄文化の分布図を残している。

## オセアニア
ハワイの徴税人が結縄を用いていた事実は、1820年代のイギリス人宣教師らの日誌に記されている。彼らの記すところでは、「徴税人たちは、読み書きができないが、島中の住民から集められたあらゆる種類の品々についての非常に詳細な記録をつけている。これは主として1人の人間によって行われ、そして記録するものは、400～500尋（約750～950 m）の縄1本にすぎない」。東洋学者のテリアン・ド・ラクペリは1885年にハワイの結縄についてより詳細な記述を残しており、異なる形状・色・大きさの縄や結び目・房によって記録が行われると解説している。
マルキーズ諸島では家系図・民謡・伝説を記録するのに結縄を用いていた。カール・フォン・デン・シュタイネンの20世紀末の記録では、マルキーズ諸島の家系図は159世代前まで遡り、島への到達や宇宙創造の伝説を記録している。また、死者が出たときには僧侶がココナッツの繊維から作られた紐に結び目を作り、死亡者の統計を作っていた。人類学者ラルフ・リントンは1920年から1921年にかけての調査において、「結縄の使用は、ポリネシアの他のいかなる地域よりも、マルキーズ諸島において最も高度に発達しているように思われる」と綴っている。結縄文化はソシエテ諸島を経由してニュージーランドまで伝わり、現地のマオリの間ではタウポナポナ（tau-ponapona）と呼ばれていた。イースター島にも結縄による家系図が残っている。
ポリネシア以外でも、メラネシアのソロモン諸島やナウル、さらにフィリピンでも日付を数えるための結縄の使用が報告されている。18世紀に西洋を訪れた太平洋諸島人として知られるパラオ（ミクロネシア）のリー・ボー王子は、結縄を用いて航海日誌をつけるなかで文字の便利さに気づき、学習を始めたが、イングランドの学校に通ううちに天然痘で客死した。

## その他の用例

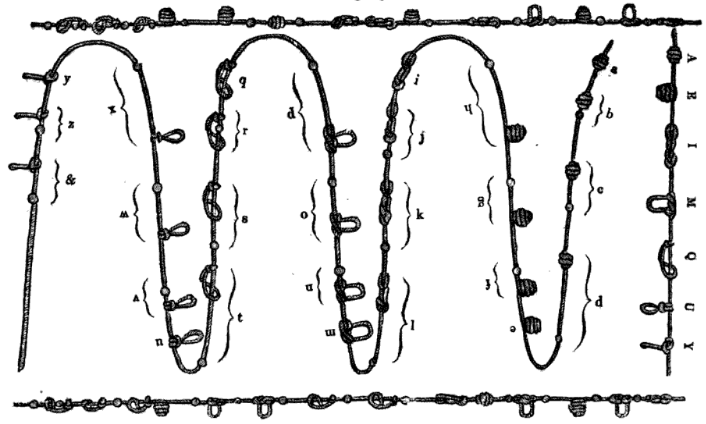
結縄による英語アルファベット表記案

19世紀、ブライユ点字が普及する以前に、結縄による英語アルファベットの表記（string alphabet）が考案された例がある。エディンバラの盲目の語学教師デヴィッド・マクベスとその知人によって開発されたもので、アルファベットを結び目の形状・大きさ・状態によって書き分けるものであった。発案者は、他に発明されていた視覚障碍者用の文字に比べて持ち運びやすく、材料費が少なく、正確に伝達可能であるなどの利点を挙げている。19世紀の日本では東京盲唖学校の生徒である小林新吉が、いろは47文字に対応した結び目で文章を表記する「むすび文字」を考案した。1989年（明治22年）には、平野知雄により大小のビーズを通す「通信玉」が考案された。
紐や縄による情報伝達は一種のステガノグラフィーとして諜報活動にも利用されてきた。編み物の中に暗号を仕込む手法は、古くはチャールズ・ディケンズの『二都物語』の中にも登場するが、第一次世界大戦時には実際にイギリスの諜報活動に使われるようになった。第二次世界大戦では英国のスパイ、フィリス・ラトゥール・ドイルがドイツ占領下のフランスに潜入し、モールス符号の編み物によって駐屯ドイツ軍の位置を記録していた。大戦下のベルギーのレジスタンスは年配の女性を雇い、列車の通過を編み物のパターンで記録させることで、敵の兵站を追跡しようと試みたという。